# 다코타 전쟁

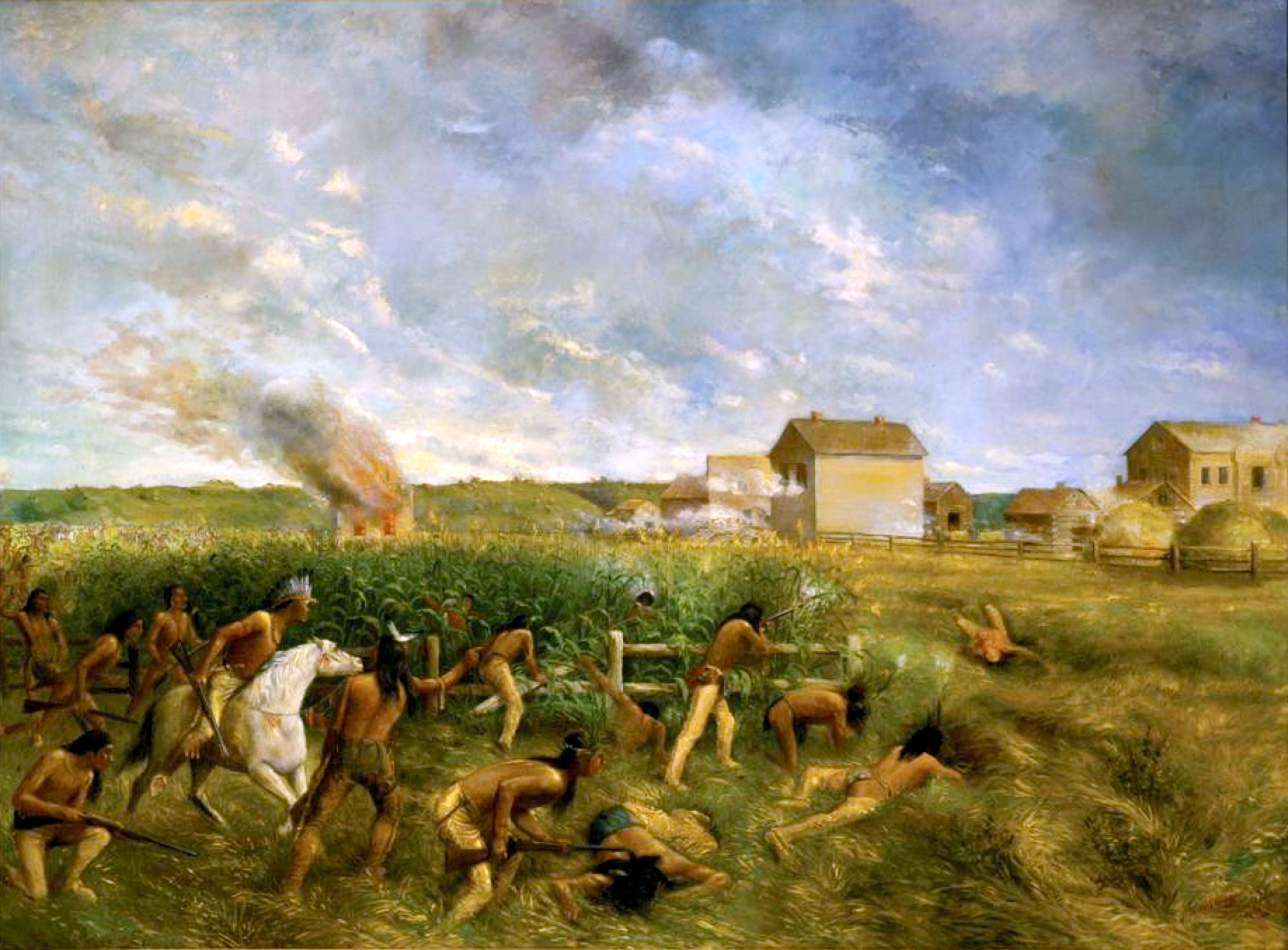

다코타 전쟁(Dakota War of 1862) 또는 수 족의 봉기(Sioux Uprising, Sioux Outbreak of 1862), 다코타 충돌(the Dakota Conflict, the US-Dakota War of 1862), 리틀 크로 전쟁(Little Crow 's War) 등 많은 호칭이 있다. 이 전쟁은 미국 미네소타 남서부 미네소타 강을 따라, 1862년 8월 17일 시작된 미합중국과 다코타 수족 인디언 간의 분쟁이다. ‘전쟁’이라는 이름은 붙어 있지만, 실상은 굶주리고 있었던 소수 민족의 ‘폭동’이었고, 폭동의 결과는 미국 처형 역사에 길이 남을 38명의 다코타 족의 일제 교수형과 미네소타에서 다코타 족의 추방이었다. 이 처형을 허가해준 인물이 바로 그 유명한 에어브라함 링컨 당시 미합중국 대통령이었다. 이는 서부 대평원의 ‘인디언 전쟁’의 시초가 되었다.

## 배경
1851년 7월 23일과 8월 5일에 미네소타 다코타 수족은 미국의 군사 압력에 의해 “미네소타 준주에 있는 그들의 전통적인 사냥터 9600 km2를 166만 5000달러의 일시금에 대한 대가로 이것을 미국에 양도하고, 미네소타 강 상류에 있는 32km, 길이 240km의 보류지에 들어간다”는 두 가지 조약 《트래버스 드 수 조약》과 《멘도타 조약》을 체결하였다. 전체가 사냥 민족인 수 족에게 사냥터를 잃는 것은 죽음을 의미하지만, 미국은 그 대가로 매년 그들에게 ‘연금’(밀가루 등의 식량)을 배급하겠다고 약속했다. 화폐 경제가 없는 수 족의 사회는 166만 5000 달러의 일시금은 아무 의미도 없었다. 일시금은 바로 백인에 의해 날려졌다.
그러나, 미국 상원은 그 조약의 비준 과정에서 각각 제3조를 삭제했다. 약속된 연금의 대다수는 제대로 지불되지 않았고, 인디언 관리국의 관리에 의해 그 대부분이 횡령되었다. 인디언들에게 지급되어야 할 쇠고기는 백인 장교에 의해 유출된 닭 찌꺼기 밖에 지급되지 않았던 적도 있었다.
조약 체결 후 미국은 수렵 생활을 버리고 백인처럼 농사를 짓도록 다코타 족에게 추천 농사를 받아 들인 부족에게는 벽돌로 지은 집을 주었다. 그러나 수 족은 여전히 티피에서 야외 생활을 계속했고, 벽돌 주택은 창고로 사용하고 있었다. 사냥터를 잃은 수 족은 점차 궁핍해질 수 밖에 없었으며, 교역품에 의지하게 되었다. 백인 상인들은 그들의 약점에 이용해, 수 족에게 식량을 팔아 대금은 미국에 청구를 했다. 또한 인디언 대리인의 연금 지급 지연과 농업을 시작한 인디언에게 식량이 우선 지급되자 다코타 족은 점점 굶주림에 시달리게 되었다.

## 같이 보기
- 미국 인디언 전쟁